# Mount Clemens
Mount Clemens – miasto, administracyjne centrum hrabstwa Macomb w stanie Michigan w Stanach Zjednoczonych. Populacja ok. 17 tys.